# Floresta (Colômbia)
Floresta é um município no departamento de Boyacá, na Colômbia.